# Unnakuossajaure
Unnakuossajaure är en sjö i Kiruna kommun i Lappland och ingår i Kalixälvens huvudavrinningsområde. Sjön har en area på 0,0758 kvadratkilometer och ligger 561,9 meter över havet.

## Delavrinningsområde
Unnakuossajaure ingår i det delavrinningsområde (753055-166141) som SMHI kallar för Inloppet i Holmajärvi. Medelhöjden är 570 meter över havet och ytan är 19,65 kvadratkilometer. Räknas de 49 avrinningsområdena uppströms in blir den ackumulerade arean 1 218,73 kvadratkilometer. Kalixälven som avvattnar avrinningsområdet har biflödesordning 2, vilket innebär att vattnet flödar genom totalt 2 vattendrag innan det når havet efter 355 kilometer. Avrinningsområdet består mestadels av skog (65 procent), sankmarker (14 procent) och kalfjäll (15 procent). Avrinningsområdet har 0,98 kvadratkilometer vattenytor vilket ger det en sjöprocent på 5 procent.